# Угода-Немежин
Угода-Немежин (пол. Ugoda-Niemierzyn) — село в Польщі, у гміні Острувек Велюнського повіту Лодзинського воєводства.
У 1975-1998 роках село належало до Серадзького воєводства.